# Акулов, Сергей Геннадьевич
Сергей Геннадьевич Акулов (род. 13 мая 1965, Свердловск) — советский и украинский хоккеист, защитник. Украинский игрок в хоккей с мячом.

## Биография
Воспитанник школы свердловского спорткомбината «Юность» (тренеры Валерий Збуржинский, Валерий Созинов). Выступал за команды «Луч» Свердловск (1981/82 — 1982/83, 1987/88), «Динамо» Рига (1983/84), «Латвияс Берзс» (1984/85), «Автомобилист» Свердловск (1985/86 — 1987/88), «Химик» Воскресенск (1988/89), «Динамо» Харьков (1988/89 — 1989/90).
В сезоне 2010/11 провёл два матча в чемпионате Украины за клуб «Вороны» Сумы.
Участник чемпионата мира по хоккею с мячом 2016 года в группе «Б» в составе сборной Украины в возрасте 50 лет.
Позже принимал участие во Всемирных играх полицейских и пожарных (2015, США), играл за ветеранов «Динамо» Харьков, главный тренер команды «Харьковские Тигры» из чемпионата города, владелец торговой точки по продаже швейных машин.
Дочь Яна Акулова (Матиас) — победительница чемпионата Украины 2004 года по теннису в смешанном разряде.